# Elitehockeyligaen
Elitehockeyligaen je nejvyšší profesionální hokejovou ligou v Norsku. Byla založena v roce 1935.

## Počty titulů
| Klub                    | Tituly | Vítězné ročníky |
| ----------------------- | ------ | --- |
| Vålerenga Ishockey      | 26     | 1960, 1962, 1963, 1965, 1966, 1967, 1968, 1969, 1970, 1971, 1973, 1982, 1985, 1987, 1988, 1991, 1992, 1993, 1998, 1999, 2001, 2003, 2005, 2006, 2007, 2009 |
| Storhamar Dragons       | 9      | 1995, 1996, 1997, 2000, 2004, 2008, 2018, 2024, 2025 |
| Stavanger Oilers        | 9      | 2010, 2012, 2013, 2014, 2015, 2016, 2017, 2022, 2023 |
| Gamlebyen               | 8      | 1950, 1953, 1955, 1956, 1957, 1958, 1959, 1964 |
| Furuset IF              | 7      | 1949, 1951, 1952, 1954, 1980, 1983, 1990 |
| Grane                   | 4      | 1936, 1937, 1939, 1940 |
| IK Frisk Asker          | 4      | 1975, 1979, 2002, 2019 |
| Hasle-Loren IL          | 3      | 1972, 1974, 1976 |
| Sparta Warriors         | 3      | 1984, 1989, 2011 |
| Manglerud Star Ishockey | 2      | 1977, 1978 |
| Stjernen Fredrikstad    | 2      | 1981, 1986 |
| Trygg                   | 2      | 1935, 1938 |
| Forward Oslo            | 1      | 1946 |
| Lillehammer IK          | 1      | 1994 |
| Stabaek                 | 1      | 1947 |
| Strong                  | 1      | 1948 |
| Tigrene                 | 1      | 1961 |

## Předchozí vítězové
| - 1935 : Trygg - 1936 : Grane - 1937 : Grane - 1938 : Trygg - 1939 : Grane - 1940 : Grane - 1941-1945 : nehráno (válka) - 1946 : Forward Oslo - 1947 : Stabaek - 1948 : Strong - 1949 : Furuset IF - 1950 : Gamlebyen - 1951 : Furuset IF - 1952 : Furuset IF - 1953 : Gamlebyen - 1954 : Furuset IF - 1955 : Gamlebyen - 1956 : Gamlebyen - 1957 : Gamlebyen - 1958 : Gamlebyen - 1959 : Gamlebyen - 1960 : Vålerenga Ishockey - 1961 : Tigrene - 1962 : Vålerenga Ishockey - 1963 : Vålerenga Ishockey - 1964 : Gamlebyen - 1965 : Vålerenga Ishockey - 1966 : Vålerenga Ishockey - 1967 : Vålerenga Ishockey - 1968 : Vålerenga Ishockey |  | - 1969 : Vålerenga Ishockey - 1970 : Vålerenga Ishockey - 1971 : Vålerenga Ishockey - 1972 : Hasle-Loren IL - 1973 : Vålerenga Ishockey - 1974 : Hasle-Loren IL - 1975 : IK Frisk Asker - 1976 : Hasle-Loren IL - 1977 : Manglerud Star Ishockey - 1978 : Manglerud Star Ishockey - 1979 : IK Frisk Asker - 1980 : Furuset IF - 1981 : Stjernen Fredrikstad - 1982 : Vålerenga Ishockey - 1983 : Furuset IF - 1984 : Sparta Bears - 1985 : Vålerenga Ishockey - 1986 : Stjernen Fredrikstad - 1987 : Vålerenga Ishockey - 1988 : Vålerenga Ishockey - 1989 : Sparta Bears - 1990 : Furuset IF - 1991 : Vålerenga Ishockey - 1992 : Vålerenga Ishockey - 1993 : Vålerenga Ishockey - 1994 : Lillehammer IK - 1995 : Storhamar Dragons - 1996 : Storhamar Dragons - 1997 : Storhamar Dragons - 1998 : Vålerenga Ishockey |  | - 1999 : Vålerenga Ishockey - 2000 : Storhamar Dragons - 2001 : Vålerenga Ishockey - 2002 : IK Frisk Asker - 2003 : Vålerenga Ishockey - 2004 : Storhamar Dragons - 2005 : Vålerenga Ishockey - 2006 : Vålerenga Ishockey - 2007 : Vålerenga Ishockey - 2008 : Storhamar Dragons - 2009 : Vålerenga Ishockey - 2010 : Stavanger Oilers - 2011 : Sparta Warriors - 2012 : Stavanger Oilers - 2013 : Stavanger Oilers - 2014 : Stavanger Oilers - 2015 : Stavanger Oilers - 2016 : Stavanger Oilers - 2017 : Stavanger Oilers - 2018 : Storhamar Dragons - 2019 : IK Frisk Asker - 2020 : zrušeno v důsledku pandemie covidu-19 - 2021 : zrušeno v důsledku pandemie covidu-19 - 2022 :Stavanger Oilers - 2023 :Stavanger Oilers - 2024 :Storhamar Hockey - 2025 :Storhamar Hockey |